# Muvattupuzha
Muvattupuzha (bengali: মুবাত্তুপুয্হ, hindi: मूवाट्टुपुषा, malayalam: മൂവാറ്റുപുഴ, tamil: மூவாட்டுபுழ) är en ort i Indien.   Den ligger i distriktet Ernākulam och delstaten Kerala, i den södra delen av landet, 2 100 km söder om huvudstaden New Delhi. Muvattupuzha ligger 41 meter över havet och antalet invånare är 29 246.
Terrängen runt Muvattupuzha är platt, och sluttar norrut. Runt Muvattupuzha är det tätbefolkat, med 683 invånare per kvadratkilometer. Närmaste större samhälle är Kotamangalam, 10,8 km nordost om Muvattupuzha. I omgivningarna runt Muvattupuzha växer i huvudsak städsegrön lövskog.